# Berta de Bretaña
Bertha de Cornouaille (fl. 1125-1156), también conocida como Berta de Bretaña (en bretón: Berthe Breizh), fue duquesa de Bretaña desde 1148 hasta su muerte y condesa viuda de Richmond. Berta fue la hija mayor de Conan III de Bretaña y Matilde FitzRoy, hija ilegítima de Enrique I de Inglaterra.  Fue el último miembro de la casa bretona de Cornuilles en reinar en Bretaña.

## Vida
Berta era hija de Conan III, duque de Bretaña. Se casó con un hijo de Esteban de Treguier, Alan el Negro,  y vivió en Inglaterra hasta la muerte de este en 1146. Alan sería elevado a la dignidad de Conde de Richmond. En su lecho de muerte, Conan III renunció al hermano de Berta, Hoel, como heredero  y designó a Berta como su heredera y duquesa de Bretaña. 

## Familia
De su primer matrimonio, hacia 1138, con Alan el Negro , Berta tuvo la siguiente descendencia:
- Conan IV, nacido en 1138, hijo y heredero, como duque de Bretaña y conde de Richmond [3]
- Constanza, que se casó con Alan III, vizconde de Rohan [6]
- Enoguen, abadesa de San Sulpicio

Bertha se casó con su segundo marido, Odo, Vizconde de Porhoet, alrededor de 1148.   Con Odo tuvo otros tres hijos:
- Geoffroy
- Adelaida (fallecida en 1220), abadesa de Fontevrault, amante de Enrique II, rey de Inglaterra [8] [6]
- Alix [9]

## Sucesión
Bertha murió entre 1158 y 1164, y con su muerte el trono ducal pasó a su hijo Conan.